# Гекхан Генюль
Гекхан Генюль (тур. Gökhan Gönül, нар. 4 січня 1985, Самсун) —  турецький футболіст, що грав на позиції захисника. По завершенні ігрової кар'єри — тренер.

## Клубна кар'єра
Народився 4 січня 1985 року в місті Самсун. Вихованець юнацьких команд футбольних клубів «Бурсайолспор» та «Генчлербірлігі».
2002 року підписав перший контракт з «Генчлербірлігі», проте потрапити до основи команди не зумів і 2003 року був відданий в фарм-клуб «Хасеттепе», де і виступав до 2007 року. Більшість часу, проведеного у складі «Хасеттепе», був основним гравцем захисту команди.
Влітку 2007 року Генюль перейшов до «Фенербахче», підписавши чотирирічний контракт. У новій команді Гекхан відразу закріпився в основі і став з «канарками» дворазовим чемпіоном Туреччини, дворазовим володарем Кубка Туреччини, а також триразовим володарем Суперкубка Туреччини. Відіграв за стамбульську команду 253 матчі в національному чемпіонаті.
Влітку 2016 року досвідчений захисник прийняв пропозицію приєднатися до лав діючого чемпіона Туреччини «Бешикташа».

## Виступи за збірну
17 листопада 2007 року дебютував в офіційних іграх у складі національної збірної Туреччини в товариському матчі проти Норвегії та в першій же грі віддав результативний пас. На Євро-2008, в якому Туреччина дійшла до півфіналу, не зміг взяти участь через травму, яку отримав незадовго до початку чемпіонату. Тож на великих турнірах у складі збірної дебютував вже у 31-річному віці, взявши участь у Євро-2016.
Наразі провів у формі головної команди країни 66 матчів, забивши 1 гол.

## Тренерська кар'єра
19 березня 2024 року Генюль призначений помічником тренера молодіжної збірної Туреччини до 21 року. 26 вересня 2024 року очолив штаб молодіжної збірної Туреччини.

## Титули і досягнення
- Чемпіон Туреччини (3):

«Фенербахче»: 2010-11, 2013-14
«Бешикташ»: 2016-17
- Володар Кубка Туреччини (2):

«Фенербахче»: 2011-12, 2012-13
- Володар Суперкубка Туреччини (3):

«Фенербахче»: 2007, 2009, 2014